# Суматренски лангур
Суматренският лангур още митров лангур или суматренски сурили (Presbytis melalophos) е вид бозайник от семейство Коткоподобни маймуни (Cercopithecidae). Видът е застрашен от изчезване.

## Разпространение
Разпространен е в Индонезия (Суматра).